# Wadim Zudilin

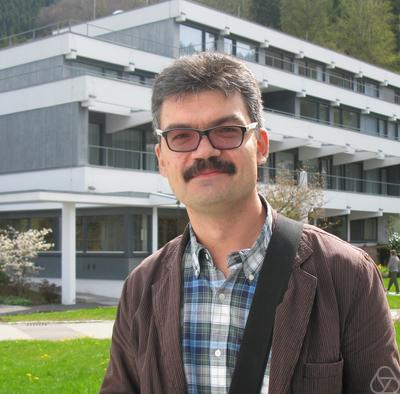
Wadim Zudilin

Wadim Walentinowitsch Zudilin, russisch Вадим Валентинович Зудилин, (* 1970 in Beltsy, der heutigen Republik Moldau) ist ein russischer Zahlentheoretiker.

## Leben
Zudilin studierte ab 1987 Mathematik an der Lomonossow-Universität (Diplom 1992), an der er 1995 bei Yuri Nesterenko promoviert wurde mit einer Dissertation über Abschätzungen von Maßen linearer Unabhängigkeit für Werte einiger analytischer Funktionen. Ab 1996 war er Assistant Professor und ab 2000 Associate Professor an der Lomonossow-Universität. Außerdem war er am Steklow-Institut. Als Post-Doktorand war er 1999 mit einem Ostrowski-Stipendium an der Universität Paris VI (Inst. Math. de Jussieu) und am Centre Èmile Borel und 2003 als Humboldt-Stipendiat an der Universität zu Köln. 2014 habilitierte er sich (Habilitationsschrift: Apéry’s theorem and problems for the values of Riemann's zeta function and their q-analogues). Ab 2009 war er an der University of Newcastle, Australia. 2017 wurde er Professor an der Radboud-Universität Nijmegen.
Ab 1995 ist er auch in der Publikationsabteilung der Russischen Akademie der Wissenschaften, wo er deren mathematische Noten redigiert.
Er war ab 2006 regelmäßig Gastwissenschaftler am Max-Planck-Institut für Mathematik.
Zudilin befasst sich mit transzendenten und irrationalen Zahlen, Zetafunktions-Werten und Werten der Vielfach-Zetafunktion. Er gab einen neuen Beweis des Satzes von Apéry über die Irrationalität von {\displaystyle \zeta (3)} und bewies, dass mindestens eine der Zahlen {\displaystyle \zeta (5)}, {\displaystyle \zeta (7)},{\displaystyle \zeta (9)},{\displaystyle \zeta (11)} irrational ist. Für letzteres Ergebnis erhielt er 2001 den Distinguished Award der indischen Hardy-Ramanujan-Gesellschaft. 2020 verbesserte er  zusammen mit Doron Zeilberger die bis dahin beste bekannte obere Schranke für das Irrationalitätsmaß von {\displaystyle \pi } von 7,6... auf 7,1....
Er ist Ko-Autor eines Buches über Mahler-Maße und eines über Kettenbrüche.
2014 erhielt er den G. de B. Robinson Award der Canadian Mathematical Society.

## Schriften
- Herausgeber mit  David Hunt, Jonathan M. Borwein, Igor Shparlinski: Number Theory and Related Fields: In Memory of Alf van der Poorten, Springer 2013
- mit  Jonathan Borwein, Alf van der Poorten, Jeffrey Shallit: Neverending Fractions: An Introduction to Continued Fractions, Australian Mathematical Society Lecture Series 23, Cambridge UP 2014
- mit Francois Brunault: Many Variations of Mahler Measures: A Lasting Symphony,  Australian Mathematical Society Lecture Series, Cambridge UP 2020